# Vladimir Ivasjov
Vladimir Sergejevitj Ivasjov (russisk: Влади́мир Серге́евич Ивашо́в, født 28. august 1939, død 23. marts 1995) var en sovjetisk og russisk skuespiller.

## Biografi
Vladimir Ivasjov havde en karriere som skuespiller, der spandt sig over 30 år. Han er bedst kendt for sin hovedrolle som den menige soldat Aljosha Skvortsov i den prisbelønnede Historien om en soldat fra 1959, der blev indspillet, da Ivasjov var 19 år gammel. Filmen modtog en lang række priser i Sovjetunionen og i Vesten.
Ivasjov døde i Moskva den 23. marts 1995 af akut mavesår. Asteroide 12978 Ivashov, opdaget afden sovjetiske astronom Ljudmila Zjuravleva i 1978 er opkaldt efter Ivasjov.

## Privatliv
Han var gift med skuespillerinden Svetlana Svetlitjnaja, som han fik to sønner med.

## Udvalgt filmografi
- Historien om en soldat (1959) som Aljosja Skvortsov
- Tutji nad Borskom (1960) som Genka
- Jevdokija (1961)
- Sem njanek (1962) som Viktor
- Khokkeisty (1965) som Morozov
- Geroj nasjego vremeni (1966) som Petjorin
- Zjeleznyj potok (1967) som Aleksej Prikhodko
- Novyje prikljutjenija Neulovimykh (1968) som løjtnant Perov
- Korona Rossijskoj imperii, ili Snova Neulovimyje (1971), som tidligere løjtnant Perov
- Sovsem propasjjij (1973) som Sherborne
- Kogda nastupajet sentjabr (1976) som Volodja Kondrikov
- Khristiane (1987) som Pelageja Karaulova
- Ubijstvo na Zjdanovskoj (1992) som Viktor Vasilievitj